# Nicolo Grimaldi

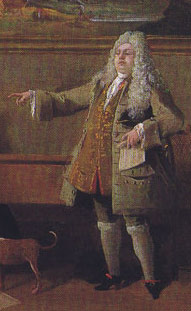
Nicolini, door Marco Ricci.

Nicolo Francesco Leonardo Grimaldi (Napels, gedoopt op 5 april 1673 – aldaar, 1 januari 1732) was een Italiaanse mezzosopraan en castraat. Hij is vandaag vooral bekend vanwege zijn samenwerking met de componist Georg Friedrich Händel, waarvoor hij twee operarollen heeft uitgevoerd. Grimaldi was vooral gekend onder zijn artiestennaam Nicolini
Grimaldi werd geboren in Napels, waar hij in 1685 zijn debuut als operazanger maakte. Hij zong ook religieuze muziek in de Kathedraal en de Koninklijke Kapel van Napels, waar hij virtuoso werd genoemd. Tussen 1697 en 1731 vertolkte hij heel wat operarollen uit werken van componisten als Alessandro Scarlatti, Nicola Porpora, Leonardo Vinci en Johann Adolf Hasse, dit in verscheidene Italiaanse steden. Heel wat componisten schreven grote rollen voor hem, waaronder Francesco Provenzale (zijn leraar), Carlo Francesco Pollarolo, Attilio Ariosti, Antonio Lotti, Giovanni Bononcini, Antonio Maria Bononcini, Antonio Caldara, Tomaso Albinoni, Leonardo Leo en Riccardo Broschi. Van de meer dan 100 producties waaraan Grimaldi deelnam, vonden er 36 plaats Napels, 34 in Venetië, en 15 in Londen.
Grimaldi bezocht Londen voor het eerst in 1708. Zijn zangkunsten en acteertalent waren zo’n groot succes dat hij bijdroeg tot de verspreiding van de Italiaanse opera, en meer specifiek de opera seria, in Londen. In 1711 vertolkte hij de hoofdrol in Händels Rinaldo: deze opera werd zo populair dat deze Händels lange loopbaan in Engeland lanceerde. Grimaldi zong ook de hoofdrol in Händels Amadigi in 1715 en bleef in Londen werken tot in 1717. Hij vertolkte er vooral rollen in pasticcio's. De 18de-eeuwse musicoloog Charles Burney beschreef Grimaldi als “deze grootse zanger, en nog grootsere toneelspeler” en Joseph Addison omschreef de zanger als “de beste uitvoerder qua dramatische muziek die vandaag leeft of misschien zelfs ooit op het podium is verschenen”. De rollen die de castraat voor Händel zong tonen aan dat hij een zeer grote vocale flexibiliteit en virtuositeit bezat. Van 1727 tot 1730 stond hij samen met Farinelli op het Italiaanse toneel. In 1731 was Grimaldi van plan om mee te werken aan Giovanni Battista Pergolesi’s eerste opera Salustia, maar hij werd getroffen door een ziekte en overleed tijdens de repetities van het werk.
- Bibliothèque nationale de France: cb16628422s (data)
- International Standard Name Identifier: 0000 0000 4998 2018
- Library of Congress Control Number: nr93017849
- Nationale Bibliotheek van Israël: 987007418349805171
- SNAC: w63v22j4
- Virtual International Authority File: 71262775
- WorldCat: E39PBJxGXJHxqVhjyqHk9WkdQq